# Ábrahám Ganz

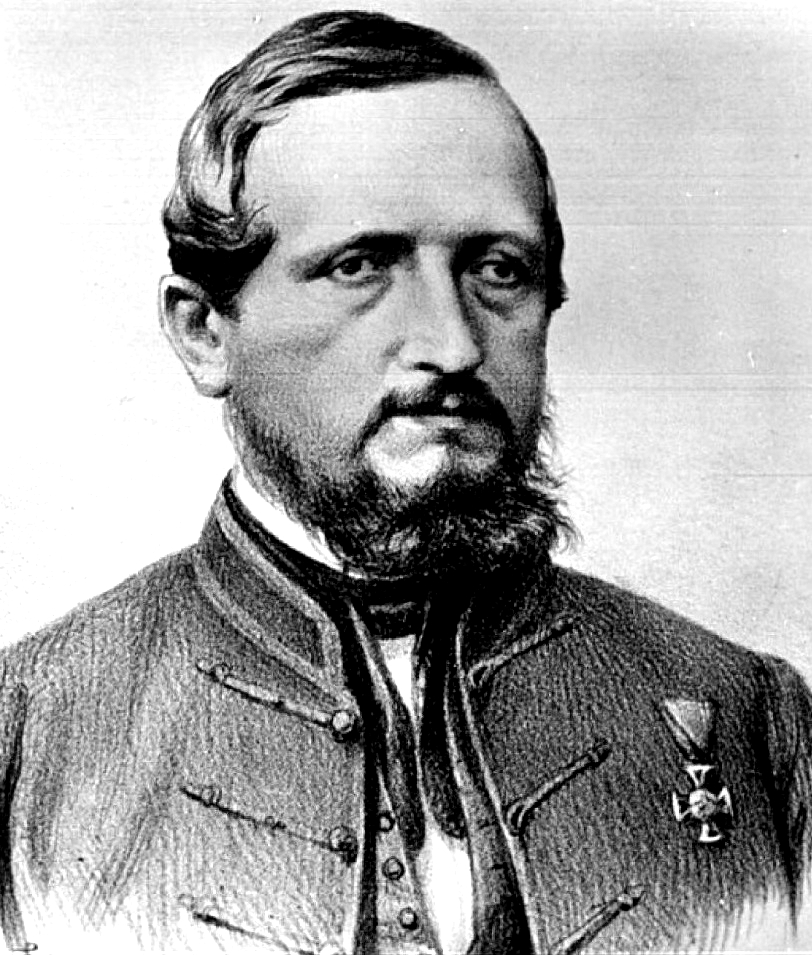
Ábrahám Ganz

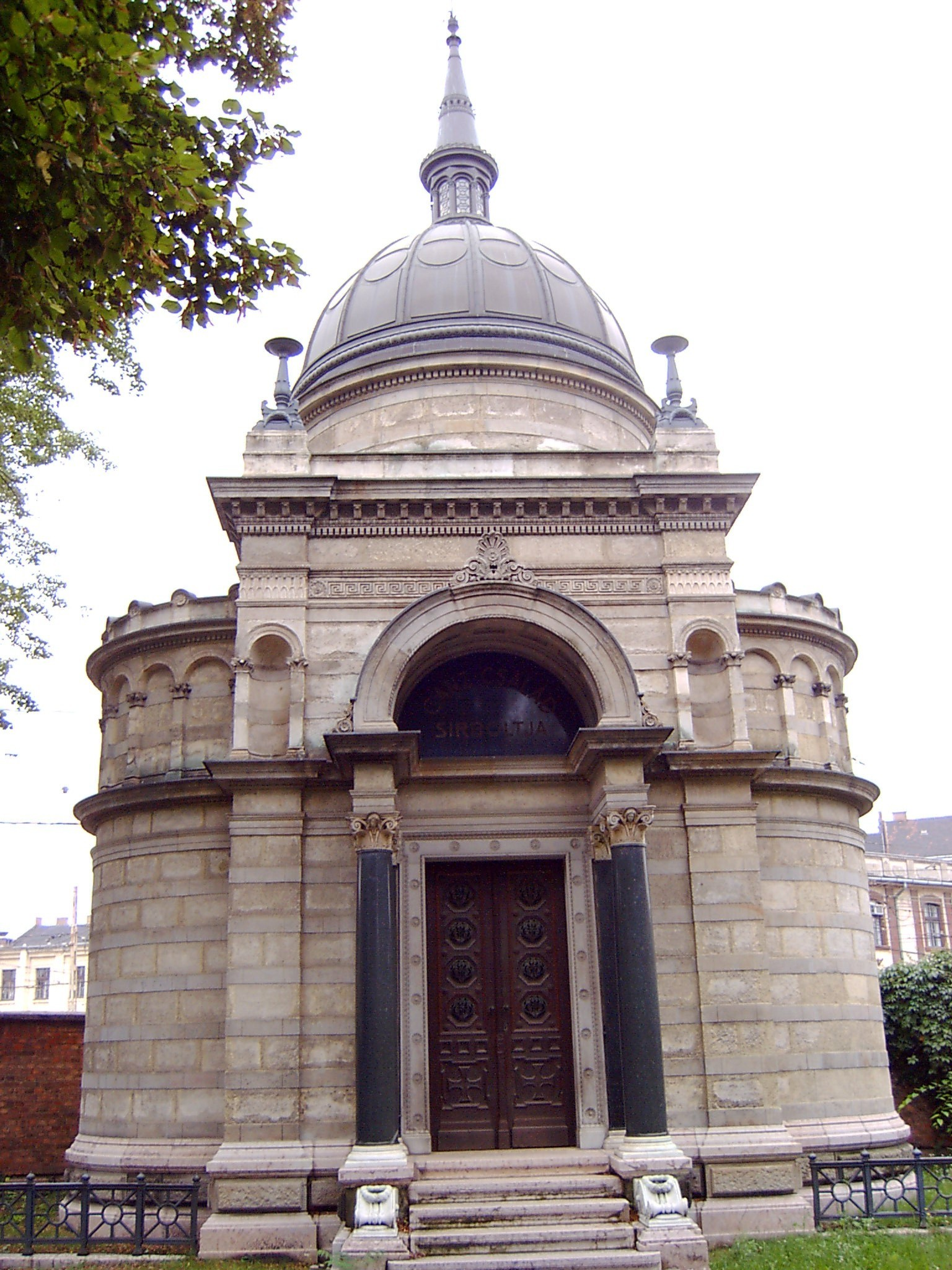
Gruft von Ábrahám Ganz auf dem Kerepesi temető. Architekt Miklós Ybl (1872)

Ábrahám Ganz (* 6. November 1814 oder 24. November 1815 in Unter-Embrach, Schweiz; † 15. Dezember 1867 in Pest, Österreich-Ungarn) war ein aus der Schweiz stammender und dort aufgewachsener, in Ungarn im damaligen Kaisertum Österreich tätiger Großindustrieller.

## Leben
Abraham Ganz wurde als Sohn evangelisch-reformierter Eltern in seinem Bürgerort Embrach im Kanton Zürich geboren. Sein Vater Johann Ulrich Ganz war Lehrer. Abraham Ganz erlernte erst den Zimmereihandel, dann das Gießerei-Handwerk bei Escher, Wyss & Cie. in Zürich. Als Händler kam er 1841 nach Pest und arbeitete dort beim Aufbau der Széchenyi-Dampfmühle als Mechaniker. Im Jahre 1844 hatte er bereits seine eigene Gießerei in Buda, die sich unter dem Namen Ganz & Cie schnell zu einer bedeutenden Fabrik entwickelte. Er spezialisierte sich auf das Gießen von Rädern für Eisenbahnwagen und reichte hier viele Patent-Anträge ein. Er gründete Beteiligungen an Unternehmen des Maschinenbaues, der Elektrotechnik und der Automobilherstellung. Für seine Erfindungen und technischen Lösungen wurde Ganz weltbekannt. Während des Unabhängigkeitskrieges 1848 produzierten seine Werke Gussteile für Gewehre und Kanonen. (John Burn hatte 1812 das Patent Nr. 3601 für sein Verfahren crust-foundry zur Herstellung von Hartgusswalzen erhalten. Nach diesem Verfahren wurde seit den 1850ern in den USA Eisenbahnräder produziert.) Nach Kriegsende versuchte Ganz, die Erfindung des Engländers Burns für das Gießen von Wagenrädern weiterzuentwickeln und patentierte seine eigene Lösung 1855. Viele seiner Erfolge basierten auf diesem Patent. Das Unternehmen Ganz & Co. beteiligte sich auch am Bau von Schiffen im Hafen von Fiume, Rijeka (heute Werft 3. Maj). Im Jahre 1865 drückte Kaiser Franz Joseph I. persönlich seine höchste Anerkennung für Ganz aus. Zwei Jahre später wurde der hunderttausendste Radguß zelebriert, drei Wochen danach starb Ganz unter tragischen Umständen; einigen Quellen zufolge beging er Selbstmord. Während seines Lebens wandte Ganz beträchtliche Summen für die Wohlfahrt seiner Arbeiter und für Pensionen bei Arbeitsunfähigkeit auf.
Nach seinem Tod führte sein enger Mitarbeiter und Freund András Mechwart das Unternehmen weiter. Unter seiner Führung avancierte Ganz zu einer der bekanntesten Firmen in Österreich-Ungarn nach 1869.
Die Produktion im originalen Eisenwerk wurde noch bis 1964 fortgesetzt, als dieser Firmenteil geschlossen und in ein Museum umgewandelt wurde. Das sogenannte Öntödei Múzeum in ebendiesem historischen Gebäude existiert bis heute.
Die von ihm aufgebauten Werke bestehen heute aus verschiedenen Konzerngruppen, z. B. die Ganz Brückenbau und Ganz Transelectro. Aber auch außerhalb des Konzerns bestehen noch unabhängige Unternehmen wie die Leobersdorfer Maschinenfabrik.